# Europaspiele 2019/Schießen
Bei den Europaspielen 2019 in Minsk, Belarus, wurden vom 22. bis 28. Juni 2019 insgesamt 20 Wettbewerbe im Schießen ausgetragen.

## Bilanz

### Medaillenspiegel
| Platz | Land           | Gold | Silber | Bronze | Gesamt |
| ----- | -------------- | ---- | ------ | ------ | ------ |
| 01    | Russland       | 6    | 2      | 3      | 11     |
| 02    | Italien        | 3    | 4      | 2      | 9      |
| 03    | Deutschland    | 2    | 1      | 1      | 4      |
| 04    | Tschechien     | 1    | 2      | 4      | 7      |
| 05    | Schweiz        | 1    | 2      | —      | 3      |
| 06    | Griechenland   | 1    | 1      | —      | 2      |
| 06    | Serbien        | 1    | 1      | —      | 2      |
| 08    | Spanien        | 1    | —      | 1      | 2      |
| 09    | Israel         | 1    | —      | —      | 1      |
| 09    | Rumänien       | 1    | —      | —      | 1      |
| 09    | Schweden       | 1    | —      | —      | 1      |
| 12    | Frankreich     | —    | 2      | 1      | 3      |
| 13    | Lettland       | —    | 1      | 1      | 2      |
| 13    | Ukraine        | —    | 1      | 1      | 2      |
| 15    | Österreich     | —    | 1      | —      | 1      |
| 15    | Belarus        | —    | 1      | —      | 1      |
| 17    | Bulgarien      | —    | —      | 2      | 2      |
| 18    | Georgien       | —    | —      | 1      | 1      |
| 18    | Großbritannien | —    | —      | 1      | 1      |
| 18    | Ungarn         | —    | —      | 1      | 1      |

### Medaillengewinner
Männer
| Disziplin                                  | Gold                 | Silber                    | Bronze             |
| ------------------------------------------ | -------------------- | ------------------------- | ------------------ |
| 10 m Luftgewehr                            | Sergy Rikhter        | Sergei Kamenski           | Filip Nepejchal    |
| 50 m Kleinkalibergewehr Dreistellungskampf | Sergei Kamenski      | Juryj Schtscherbazewitsch | István Péni        |
| 10 m Luftpistole                           | Artjom Tschernoussow | Oleh Omeltschuk           | Lauris Strautmanis |
| 25 m Schnellfeuerpistole                   | Oliver Geis          | Jean Quiquampoix          | Clément Bessaguet  |
| Trap                                       | David Kostelecký     | Valerio Grazini           | Aaron Heading      |
| Skeet                                      | Stefan Nilsson       | Tomáš Nýdrle              | Gabriele Rossetti  |

Frauen
| Disziplin                                  | Gold                 | Silber                | Bronze             |
| ------------------------------------------ | -------------------- | --------------------- | ------------------ |
| 10 m Luftgewehr                            | Laura-Georgeta Coman | Nina Christen         | Nikola Mazurová    |
| 50 m Kleinkalibergewehr Dreistellungskampf | Julija Sykowa        | Nikola Mazurová       | Polina Choroschewa |
| 10 m Luftpistole                           | Zorana Arunović      | Anna Korakaki         | Antoaneta Bonewa   |
| 25 m Sportpistole                          | Anna Korakaki        | Heidi Diethelm Gerber | Antoaneta Bonewa   |
| Trap                                       | Silvana Stanco       | Jessica Rossi         | Fátima Gálvez      |
| Skeet                                      | Diana Bacosi         | Lucie Anastassiou     | Chiara Cainero     |

Mixed
| Disziplin                                  | Gold                                        | Silber                                      | Bronze                               |
| ------------------------------------------ | ------------------------------------------- | ------------------------------------------- | ------------------------------------ |
| 10 m Luftgewehr                            | Julija Karimowa Sergei Kamenski             | Anastassija Galaschina Wladimir Maslennikow | Aneta Brabcová Filip Nepejchal       |
| 50 m Kleinkalibergewehr Dreistellungskampf | Nina Christen Jan Lochbihler                | Franziska Peer Bernhard Pickl               | Polina Choroschewa Kirill Grigorjan  |
| 10 m Luftpistole                           | Witalina Bazaraschkina Artjom Tschernoussow | Zorana Arunović Damir Mikec                 | Sandra Reitz Christian Reitz         |
| 25 m Sportpistole                          | Doreen Vennekamp Oliver Geis                | Monika Karsch Christian Reitz               | Olena Kostewytsch Pawlo Korostyljow  |
| 50 m Pistole                               | Margarita Lomowa Artjom Tschernoussow       | Agate Rašmane Lauris Strautmanis            | Nino Salukwadse Zotne Matschawariani |
| Trap                                       | Fátima Gálvez Antonio Bailón                | Jessica Rossi Giovanni Pellielo             | Alexei Alipow Darja Semjanowa        |
| Skeet                                      | Chiara Cainero Gabriele Rossetti            | Diana Bacosi Riccardo Filippelli            | Barbora Šumová Jakub Tomeček         |